# Ruggero Leoncavallo
Ruggero Leoncavallo   (Nàpols, 23 d'abril de 1857 - Montecatini-Terme, 9 d'agost de 1919) va ser un compositor i llibretista d'òpera italià. Tot i que va produir nombroses òperes i altres cançons al llarg de la seva carrera, és la seva òpera Pagliacci (1892) la que va continuar sent la seva contribució duradora, malgrat els intents d'escapar de l'ombra del seu major èxit.
Avui segueix sent molt conegut per Pagliacci, una de les obres més populars i interpretades amb freqüència del repertori d'òpera. Entre les seves altres composicions destaquen la cançó Mattinata, popularitzada per Enrico Caruso, i el poema simfònic La Nuit de mai.

## Biografia

### Anys d'estudis
Ruggero Leoncavallo va néixer a Nàpols el 23 d'abril de 1857, altres fonts indiquen la data del 8 de març de 1858. Fill del magistrat Vincenzo, de la regió de Pulla i president del tribunal de Potenza; i de Virginia, filla del pintor Raffaele D'Auria, famós pels seus decorats al palau reial de Nàpols. La seva tieta era la mezzosoprano Carolina D'Auria i el seu oncle el tenor Vincenzo Montanaro, que havien cantat al Teatro San Carlo.
De petit, Leoncavallo es va traslladar amb el seu pare a la localitat de Montalto Uffugo (Cosenza), a Calàbria, on va viure durant la seva adolescència. Aquí el petit Ruggero va fer les primeres classes de piano amb els mestres Siri i Simonetti. El 1865, el seu pare va haver de gestionar com a jutge un incident sagnant que va posar fi a la vida d'un jove empleat: el desenllaç mortal d'un drama de gelosia. Ruggero va viure molt de prop aquest episodi que va esdevenir una font d'inspiració per a la seva obra més reconeguda, Pagliacci, la qual va compondre més d'un quart de segle després d'aquells esdeveniments.

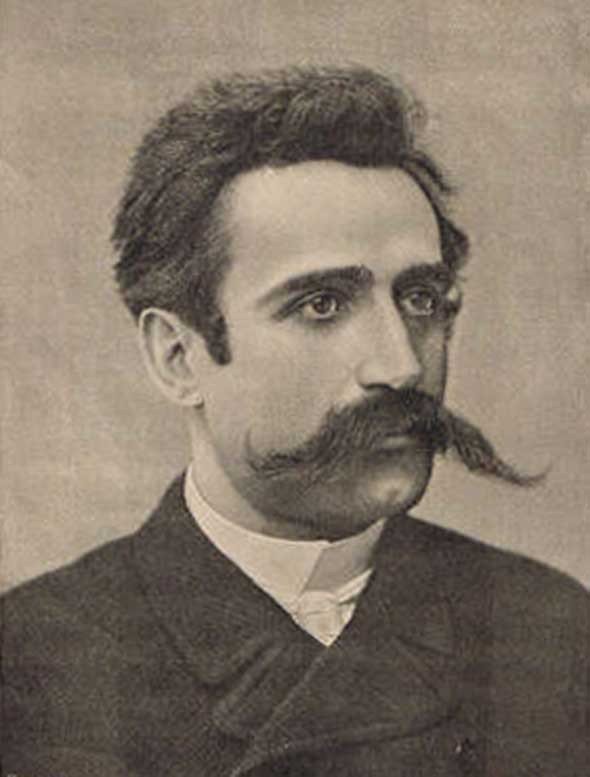
Beniamino Cesi primer professor de piano de Leoncavallo

Més tard va tornar a Nàpols i amb vuit anys va entrar al Conservatorio San Pietro a Majella de la ciutat. Allà va estudiar piano amb Beniamino Cesi, harmonia amb Michele Ruta i composició amb Lauro Rossi i Paolo Serrao.
Per continuar els seus estudis a l'escola i al conservatori de Nàpols, no va seguir el seu pare, que va ser traslladat de nou primer a Arezzo, on la seva mare va morir a la primavera de 1873, i poc després a Potenza, com a president del tribunal. Ruggero roman a Nàpols i viu amb el seu oncle Nicola, notable civilista amb carrera política. Als 16 anys va acabar el Conservatori amb el diploma de mestre. Més endavant va entrar a la Universitat de Bolonya per estudiar literatura amb el famós poeta italià Giosuè Carducci. A la universitat va conèixer a Alfredo Orioni i Giovanni Pascoli, que foren els autors de la seva primer romança. De seguida va mostrar la seva inclinació cap a la composició operística i va posar música a un llibret basat en el conegut drama d'Alfred de Vigny, Chatterton. Però cap empresari va voler dur a terme el projecte i el jove compositor que es va veure reduït a la pobresa. No obstant això, no es va desesperar i, abandonant temporalment les seves pretensions operístiques, es va posar a treballar en qualsevol cosa que li permetés la subsistència.

### Estada a Egipte
El 1879, l'oncle de Leoncavallo, Giuseppe, director del departament de premsa del Ministeri d'Afers Exteriors d'Egipte, va suggerir que el seu jove nebot vingués al Caire per mostrar les seves habilitats pianístiques. En arribar poc després de la deposició d'Ismaïl Paixà, Leoncavallo finalment va aconseguir feina com a professor de piano i pianista al germà del nou Tewfik Paixà. També va exercir com a pianista, oferint recitals i xerrades dins de la comunitat italiana. A més, se li va concedir el càrrec de director de la banda militar del Caire. La seva estada a Egipte va concloure bruscament el 1882 després de la revolta nacionalista i l'ocupació britànica a Alexandria i el Caire encapçalades per Urabi, el clima polític va canviar a Egipte i passà a ser perillós per als estrangers occidentals. Disfressat d'àrab i aprofitant els guanys d'un concert, s'embarca in extremis cap a Marsella. Arribà a París el 9 de juliol i aviat va trobar allotjament a Montmartre.

### Estada a París
Un agent ubicat a la Rue du Faubourg-Saint-Denis va aconseguir una feina a Leoncavallo com a acompanyant i instructor d'artistes que actuaven en els concerts dels diumenges principalment als cafès. Va ser durant aquest temps quan va conèixer a Berthe Rambaud (1869–1926), una "estudiant preferida", que es va convertir en la seva dona el 1895. Cada cop més inspirat pels romàntics francesos, especialment Alfred de Musset, Leoncavallo va començar a treballar en un poema simfònic basat en la poesia de Musset titulada La nuit de mai. L'obra es va acabar a París el 1886 i es va estrenar l'abril de 1887 amb l'aclamació de la crítica. Amb aquest èxit i ara amb prou diners acumulats Leoncavallo i Rambaud tornarien a Milà per començar la seva carrera com a compositor d'òpera.

### Pagliacci
En tornar a Itàlia després de diversos anys de peregrinacions, va demostrar que no havia estat inactiu presentant a la casa Ricordi la primera part d'una tremenda trilogia basada en el tema del Renaixement a Itàlia. Aquesta obra monumental va titllar-la de Crepusculum (Crepuscle), i les tres parts es van anomenar: I - Medici; II - Girolamo Savonarola; III - Cezare Borgia. Ricordi va acceptar aquesta proposta, convenint en produir la primera part, i Leoncavallo va dedicar un any a la seva finalització. Van passar tres anys i la producció no es va realitzar. Tampoc va aconseguir estrenar Chatterton, que havia compost uns anys abans.

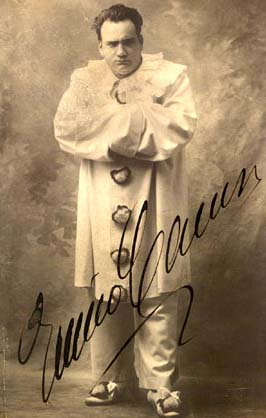
Enrico Caruso com a Canio a Pagliacci

El 1890 va veure l'enorme èxit de la Cavalleria rusticana de Pietro Mascagni. Desesperat, va anar a la firma rival Sonzogno, la qual el va encoratjar a escriure l'òpera que el faria famós. El jove compositor es va posar a treballar i en l'espai de cinc mesos per completar la seva òpera, Pagliacci, basant la trama en un esdeveniment real ocorregut a la cort on el seu pare presidia com a jutge.
| « | Segons Leoncavallo, la trama d'aquesta obra tenia un origen real: va afirmar que derivava d'un judici per assassinat a Montalto Uffugo, que havia presidit el seu pare. | » |

Pagliacci es va representar a Milà el 1892 amb èxit immediat; avui és l'única obra de Leoncavallo en el repertori operístic estàndard. La seva ària més famosa, "Vesti la giubba" ("Poseu-vos la disfressa" o, en la traducció antiga més coneguda, "Així amb l'abigarrada"), va ser gravada per Enrico Caruso i va afirmar ser el primer disc del món en vendre un milió de còpies (tot i que probablement aquest és un total de les diferents versions de Caruso, fetes el 1907 i 1904).
L'any següent, el seu I Medici també es va produir a Milà, però ni ell ni Chatterton (produït tardanament el 1896), ambdues obres primerenques, van obtenir un favor durador. Gran part de Chatterton, però, va ser gravat per la Gramophone Company (més tard HMV) ja el 1908, i remasteritzat en CD gairebé 100 anys després per Marston Records. El mateix Leoncavallo dirigeix l'actuació o, almenys, supervisa la producció.
No va ser fins que La bohème de Leoncavallo es va representar l'any 1897 a Venècia que el seu talent va obtenir confirmació pública. No obstant això, va ser eclipsat per l'òpera homònima i sobre el mateix tema de Puccini, que es va estrenar l'any 1896. De tant en tant encara es representen dues àries de tenor de la versió de Leoncavallo, sobretot a Itàlia.
Les òperes posteriors de Leoncavallo als anys 1900 van ser: Zazà (l'òpera de la famosa actuació de comiat de Geraldine Farrar de 1922 al Metropolitan Opera), i Der Roland von Berlin de 1904. El 1906 el compositor va portar cantants i músics d'orquestra de La Scala per fer concerts de la seva música a Nova York, a més de fer una extensa gira pels Estats Units. La gira va ser, en conjunt, un èxit qualificat. Va tenir un breu èxit amb Zingari, que es va estrenar en italià a Londres l'any 1912, amb una llarga cursa al Hippodrome Theatre. Zingari també va arribar als Estats Units però aviat va desaparèixer del repertori.
Després d'una sèrie d'operetes, Leoncavallo semblava haver intentat un últim esforç seriós amb Edipo re. Sempre s'havia suposat que Leoncavallo havia acabat l'obra però havia mort abans que pogués acabar l'orquestració, que va ser completada per Giovanni Pennacchio. No obstant això, amb la publicació de la biografia de Konrad Dryden de Leoncavallo es va revelar que Leoncavallo potser no havia escrit l'obra en absolut (tot i que sens dubte conté temes de Leoncavallo). Una revisió de l'estudi de Dryden assenyala: "Aquell bon Edipo re... ni tan sols va ser compost per [Leoncavallo]. La seva vídua va pagar a un altre compositor perquè confeccionés una nova òpera amb la música de Der Roland von Berlin. Dryden no va trobar cap referència. a l'òpera en la correspondència de Leoncavallo ni hi ha una sola nota seva a la partitura manuscrita." Pennacchio pot haver inventat l'òpera o pot haver hagut de fer més a l'obra més o menys completa de Leoncavallo per "omplir-la". en els buits" utilitzant la música anterior de Leoncavallo.

## Mort i llegat
Leoncavallo va morir a Montecatini Terme, Toscana, el 9 d'agost de 1919. El seu funeral es va celebrar dos dies després, amb centenars d'assistents, inclòs el seu també amic compositor Pietro Mascagni i el seu rival Giacomo Puccini. Va ser enterrat al Cimitero delle Porte Sante de Florència.
70 anys després de la seva mort es va iniciar una campanya per traslladar les restes del compositor a Brissago, Suïssa, després que una suposada carta escrita per Leoncavallo afirmés demostrar que havia desitjat ser enterrat allà originalment, tot i que mai no es va trobar aquesta carta. Leoncavallo es va convertir en ciutadà honorari de Brissago on posseïa una luxosa residència d'estiu, Villa Myriam, a la ciutat; el 1904 el compositor havia esmentat en un discurs que no li importaria tenir un lloc de descans al cementiri de la Madonna di Porte de la ciutat, però mai va ser una petició escrita en el seu testament. Independentment de la campanya per traslladar les restes de Leoncavallo es va avançar i va rebre l'aprovació oficial de Piera Leoncavallo-Grand, l'últim descendent del compositor. El cos va ser exhumat per traslladar-lo a Suïssa juntament amb les despulles de la seva dona Berthe, que va morir el 1926.
El Museo Leoncavallo (Museu Leoncavallo) es va establir l'any 2002 a Brissago per commemorar el compositor. Inclou objectes personals i manuscrits originals exposats, així com estàtues que representen personatges de les seves òperes Zazà i Der Roland von Berlin. El Museu Ruggiero Leoncavallo a la casa d'infantesa del compositor Montalto Uffugo es va inaugurar el 2010 i també conté diversos manuscrits i objectes personals, així com el piano personal de Leoncavallo.
Poc de les altres òperes de Leoncavallo s'escolta avui, però les àries de baríton de Zazà eren grans concerts i enregistraments preferides entre els barítons i Zazà en conjunt es recupera de vegades, com la seva La bohème. Les àries de tenor de La bohème continuen sent favorites.
Leoncavallo també va compondre cançons, la més famosa "Mattinata", que va escriure per a la Gramophone Company (que es va convertir en HMV) tenint en compte la veu única de Caruso. El 8 d'abril de 1904, Leoncavallo va acompanyar Caruso al piano mentre gravaven la cançó. El 8 de desembre de 1905 va gravar cinc de les seves pròpies peces per a la reproducció del piano Welte-Mignon.
Leoncavallo va ser el llibretista de la majoria de les seves pròpies òperes. Molts el consideraven el millor llibretista italià del seu temps després de Boito. Entre els llibrets de Leoncavallo per a altres compositors hi ha la seva contribució al llibret de Manon Lescaut de Puccini.

## Obres

### Òperes
- Pagliacci (21 de maig de 1892 Teatro Dal Verme, Milà)
- I Medici (9 de novembre de 1893 Teatro Dal Verme, Milà) [primera part de la trilogia Crepusculum, no completada]
- Chatterton (10 de març de 1896 Teatro Argentina, Roma) [rev. d'una obra composta el 1876]
- La bohème (6 de maig de 1897 Teatro La Fenice, Venècia)
- Zazà (10 de novembre de 1900 Teatro Lirico, Milà)
- Der Roland von Berlin (13 de desembre de 1904 Königliches Opernhaus, Berlín)
- Maia (15 de gener de 1910 Teatro Costanzi, Roma)
- Zingari (16 de setembre de 1912 Hippodrome, Londres)
- Mimi Pinson (1913 Teatro Massimo, Palerm) [rev. de La bohème]
- Mameli (Gènova, 27 d'abril de 1916)
- Edipo re (13 de desembre de 1920 Opera Theatre, Chicago)

### Operetes
- La jeunesse de Figaro (1906, EUA)
- Malbrouck (19 de gener de 1910 Teatro Nazionale, Roma)
- La reginetta delle rose (24 de juny de 1912 Teatro Costanzi, Roma)
- Are You There? (1 de novembre 1913 Theatre Prince of Wales, Londres)
- La candidata (6 de febrer de 1915 Teatro Nazionale, Roma)
- Prestami tua moglie (2 de setembre de 1916 Casino delle Terme, Montecatini)
- Goffredo Mameli (27 d'abril de 1916 Teatro Carlo Felice, Gènova)
- A chi la giarrettiera? (16 d'octubre de 1919 Teatro Adriano, Roma)
- Il primo bacio (29 d'abril de 1923 Salone di cura, Montecatini)
- La maschera nuda (26 de juny de 1925 Teatro Politeama, Nàpols)

### Altres
- La nuit de mai - Poema simfònic adaptat d'Alfred de Musset - Sala Kriegelstein, París 1887
- Seraphitus Seraphita - Poema simfònic adaptat de Séraphîta de Honoré de Balzac - Teatro alla Scala, Milà, 1894
- Pierrot au cinema - Capriccio d'amore - llibret de C. Trulet, 1916
- Messa da requiem (incompleta) - Completada pel mestre József Ács el 2009. El Rèquiem complet es va realitzar en l'estrena mundial al Festival Leoncavallo a Brissago (Suïssa) el 22 d'agost de 2009.
- Mattinata - Romanza, escrita per Enrico Caruso el 1903

També hi ha molts altres romanços i composicions per a veu i piano i piano sol.